# Macellicephala affinis
Macellicephala affinis  (лат.) — вид морских многощетинковых червей (Polychaeta) семейства Polynoidae из отряда Phyllodocida (Aphroditoidea). Северное полушарие.

## Распространение
Глубоководный панарктический вид. Моря Северного полушария: к северу от Канадских арктических островов, Курило-Камчатская впадина, окрестности Шпицбергена, остров Врангеля, Мадейра, Средиземное море. Macellicephala affinis встречается на больших глубинах — до 5 км (у Курильских островов).

## Описание
Длина тела до 12 мм при ширине с параподиями — до 6 мм. Тело короткое и широкое, состоит из 19—21 сегментов. Пальпы гладкие, удлинённые. Спину прикрывает 9 пар элитр, они мягкие, полупрозрачные; параподии вытянутые; неврохеты прозрачные, плоские и длинные. Многочисленные нотохеты зазубренные по всей длине. На простомиуме одна пара антенн и глаза на омматофорах. Перистомальные усики с циррофорами. Простомиум разделён медиальным желобком на две части. Параподии двуветвистые. Все щетинки (сеты) простые.
.